# II liga polska w piłce nożnej (1959)
II liga 1959 – 11. edycja rozgrywek drugiego poziomu ligowego piłki nożnej mężczyzn w Polsce. Wzięły w nich udział 24 drużyny, grając w dwóch grupach systemem kołowym. Sezon ligowy rozpoczął się w marcu 1959, ostatnie mecze rozegrano w listopadzie 1959.
| Poziomy rozgrywkowe w sezonie 1959 | Poziomy rozgrywkowe w sezonie 1959 | Poziomy rozgrywkowe w sezonie 1959 |
| Rozgrywki                          | P                                  | Nazwa                              |
| ---------------------------------- | ---------------------------------- | ---------------------------------- |
| Centralne                          | I                                  | I Liga                             |
| Centralne                          | II                                 | II Liga (2 grupy)                  |
| Okręgowe (18 okręgów)              | III                                | Liga Okręgowa                      |
| Okręgowe (18 okręgów)              | IV                                 | A klasa                            |
| Okręgowe (18 okręgów)              | V                                  | B klasa                            |
| Okręgowe (18 okręgów)              | VI                                 | C klasa                            |

## Drużyny

### Grupa południowa
| Uczestnicy poprzedniej edycji                                                                                 | Uczestnicy poprzedniej edycji | Uczestnicy poprzedniej edycji | Uczestnicy poprzedniej edycji |
| --- | ----------------------------- | ----------------------------- | ----------------------------- |
| grupa południowa                                                                                              |                               |                               |                               |
| SZO | Szombierki Bytom              | 2                             |                               |
| SMI | Stal Mielec                   | 3                             |                               |
| UNR | Unia Racibórz                 | 4                             |                               |
| NLI | Naprzód Lipiny                | 5                             |                               |
| LEK | Legia Krosno                  | 6                             |                               |
| PIA | Piast Gliwice                 | 7                             |                               |
| CON | Concordia Knurów              | 8                             |                               |
| WAK | Wawel Kraków                  | 9                             |                               |
| STR | Stal Rzeszów                  | 10                            |                               |
| Spadek z I ligi 1958                                                                                          |                               |                               |                               |
| STS | Stal Sosnowiec                | 12                            |                               |
| Awans z III ligi 1958                                                                                         |                               |                               |                               |
| zwycięzcy baraży o awans                                                                                      |                               |                               |                               |
| UNT | Unia Tarnów                   | 1 (gr. I)                     |                               |
| WAL | Walter Rzeszów                | 1 (gr. II)                    |                               |
| Oznaczenia: - kolumna pierwsza – skróty nazw drużyn, - kolumna trzecia – miejsce zajęte w poprzednim sezonie. |                               |                               |                               |

### Grupa północna
| Uczestnicy poprzedniej edycji                                                                                 | Uczestnicy poprzedniej edycji | Uczestnicy poprzedniej edycji | Uczestnicy poprzedniej edycji |
| --- | ----------------------------- | ----------------------------- | ----------------------------- |
| grupa północna                                                                                                |                               |                               |                               |
| ŚLĄ | Śląsk Wrocław                 | 2                             |                               |
| LPO | Lech Poznań                   | 3                             |                               |
| ARS | Arkonia Szczecin              | 4                             |                               |
| CAL | Calisia Kalisz                | 5                             |                               |
| PGD | Polonia Gdańsk                | 6                             |                               |
| WAR | Warta Poznań                  | 7                             |                               |
| ZAW | Zawisza Bydgoszcz             | 8                             |                               |
| PNR | Piast Nowa Ruda               | 9                             |                               |
| PTO | Pomorzanin Toruń              | 10                            |                               |
| Spadek z I ligi 1958                                                                                          |                               |                               |                               |
| ODO | Odra Opole                    | 11                            |                               |
| Awans z III ligi 1958                                                                                         |                               |                               |                               |
| zwycięzcy baraży o awans                                                                                      |                               |                               |                               |
| PWA | Polonia Warszawa              | 1 (gr. III)                   |                               |
| OLI | Olimpia Poznań                | 1 (gr. IV)                    |                               |
| Oznaczenia: - kolumna pierwsza – skróty nazw drużyn, - kolumna trzecia – miejsce zajęte w poprzednim sezonie. |                               |                               |                               |

Uwaga: Odra Opole występowała w poprzednim sezonie pod nazwą Budowlani Opole.

## Rozgrywki
Uczestnicy obu grup rozegrali po 22 kolejki ligowe (razem po 132 spotkania) w dwóch rundach – wiosennej i jesiennej.
Mistrzowie grup II ligi uzyskali awans do I ligi, a zespoły z miejsc 11–12 spadły do III ligi.

### Grupa południowa – tabela
| Lp. | Drużyna                | M  | Z  | R | P  | Bramki | Bramki | Stos. | Pkt | Uwagi                           |
| --- | ---------------------- | -- | -- | - | -- | ------ | ------ | ----- | --- | ------------------------------- |
| 1   | Stal Sosnowiec (M) (A) | 22 | 14 | 3 | 5  | 39     | 18     | 2,167 | 31  | Awans do I ligi                 |
| 2   | Unia Racibórz          | 22 | 12 | 6 | 4  | 45     | 27     | 1,667 | 30  | Przeniesiona do grupy północnej |
| 3   | Wawel Kraków           | 22 | 13 | 3 | 6  | 34     | 13     | 2,615 | 29  |                                 |
| 4   | Piast Gliwice          | 22 | 12 | 3 | 7  | 43     | 30     | 1,433 | 27  |                                 |
| 5   | Naprzód Lipiny         | 22 | 9  | 7 | 6  | 41     | 32     | 1,281 | 25  |                                 |
| 6   | Stal Mielec            | 22 | 10 | 5 | 7  | 29     | 29     | 1,000 | 25  |                                 |
| 7   | Unia Tarnów            | 22 | 10 | 4 | 8  | 22     | 22     | 1,000 | 24  |                                 |
| 8   | Stal Rzeszów           | 22 | 8  | 7 | 7  | 24     | 23     | 1,043 | 23  |                                 |
| 9   | Concordia Knurów       | 22 | 6  | 5 | 11 | 27     | 36     | 0,750 | 17  |                                 |
| 10  | Legia Krosno           | 22 | 5  | 5 | 12 | 24     | 31     | 0,774 | 15  |                                 |
| 11  | Szombierki Bytom (S)   | 22 | 5  | 3 | 14 | 23     | 37     | 0,622 | 13  | Spadek do III ligi              |
| 12  | Walter Rzeszów (S)     | 22 | 1  | 3 | 18 | 11     | 64     | 0,172 | 5   | Spadek do III ligi              |

### Grupa północna – tabela
| Lp. | Drużyna              | M  | Z  | R | P  | Bramki | Bramki | Stos. | Pkt | Uwagi              |
| --- | -------------------- | -- | -- | - | -- | ------ | ------ | ----- | --- | ------------------ |
| 1   | Odra Opole (M) (A)   | 22 | 15 | 6 | 1  | 49     | 9      | 5,444 | 36  | Awans do I ligi    |
| 2   | Lech Poznań          | 22 | 14 | 3 | 5  | 41     | 22     | 1,864 | 31  |                    |
| 3   | Arkonia Szczecin     | 22 | 12 | 4 | 6  | 41     | 27     | 1,519 | 28  |                    |
| 4   | Śląsk Wrocław        | 22 | 10 | 7 | 5  | 36     | 27     | 1,333 | 27  |                    |
| 5   | Zawisza Bydgoszcz    | 22 | 12 | 1 | 9  | 49     | 21     | 2,333 | 25  |                    |
| 6   | Olimpia Poznań       | 22 | 10 | 5 | 7  | 29     | 28     | 1,036 | 25  |                    |
| 7   | Polonia Warszawa     | 22 | 8  | 4 | 10 | 28     | 34     | 0,824 | 20  |                    |
| 8   | Polonia Gdańsk       | 22 | 8  | 4 | 10 | 21     | 28     | 0,750 | 20  |                    |
| 9   | Calisia Kalisz       | 22 | 6  | 6 | 10 | 27     | 31     | 0,871 | 18  |                    |
| 10  | Warta Poznań         | 22 | 6  | 5 | 11 | 17     | 37     | 0,459 | 17  |                    |
| 11  | Piast Nowa Ruda (S)  | 22 | 3  | 5 | 14 | 20     | 55     | 0,364 | 11  | Spadek do III ligi |
| 12  | Pomorzanin Toruń (S) | 22 | 2  | 2 | 18 | 21     | 60     | 0,350 | 6   | Spadek do III ligi |